# Amphoe Chae Hom

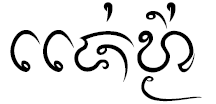
„Chae Hom“ in Lanna-Schrift

Amphoe Chae Hom (Thai อำเภอ แจ้ห่ม, Aussprache: ʔāmpʰɤ̄ː tɕɛ̂ː hòm) ist ein Landkreis (Amphoe – Verwaltungs-Distrikt) im Norden der Provinz Lampang. Die Provinz Lampang liegt in der Nordregion von Thailand.

## Geographie
Benachbarte Landkreise (von Norden im Uhrzeigersinn): die Amphoe Wang Nuea, Ngao, Mae Mo, Mueang Lampang und Mueang Pan der Provinz Lampang.
Der Chae-Son-Nationalpark (Thai: อุทยานแห่งชาติแจ้ซ้อน) liegt zum Teil im Landkreis Chae Hom.
Durch den Landkreis fließt der Mae Nam Wang (Wang-Fluss).

## Verwaltung

### Provinzverwaltung
Der Landkreis Chae Hom ist in sieben Tambon („Unterbezirke“ oder „Gemeinden“) eingeteilt, die sich weiter in 64 Muban („Dörfer“) unterteilen.
| Nr. | Name          | Thai    | Muban | Einw. |
| --- | ------------- | ------- | ----- | ----- |
| 01. | Chae Hom      | แจ้ห่ม    | 11    | 8.205 |
| 02. | Ban Sa        | บ้านสา   | 10    | 5.090 |
| 03. | Pong Don      | ปงดอน   | 08    | 4.842 |
| 04. | Mae Suk       | แม่สุก    | 12    | 7.187 |
| 05. | Mueang Mai    | เมืองมาย | 06    | 3.346 |
| 06. | Thung Phueng  | ทุ่งผึ้ง    | 06    | 4.056 |
| 07. | Wichet Nakhon | วิเชตนคร | 11    | 7.849 |

### Lokalverwaltung
Es gibt drei Kommunen mit „Kleinstadt“-Status (Thesaban Tambon) im Landkreis:
- Chae Hom (Thai: เทศบาลตำบลแจ้ห่ม) bestehend aus Teilen des Tambon Chae Hom.
- Ban Sa (Thai: เทศบาลตำบลบ้านสา) bestehend aus dem kompletten Tambon Ban Sa.
- Thung Phueng (Thai: เทศบาลตำบลทุ่งผึ้ง) bestehend aus dem kompletten Tambon Thung Phueng.

Außerdem gibt es fünf „Tambon-Verwaltungsorganisationen“ (องค์การบริหารส่วนตำบล – Tambon Administrative Organizations, TAO)
- Chae Hom (Thai: องค์การบริหารส่วนตำบลแจ้ห่ม) bestehend aus Teilen des Tambon Chae Hom.
- Pong Don (Thai: องค์การบริหารส่วนตำบลปงดอน) bestehend aus dem kompletten Tambon Pong Don.
- Mae Suk (Thai: องค์การบริหารส่วนตำบลแม่สุก) bestehend aus dem kompletten Tambon Mae Suk.
- Mueang Mai (Thai: องค์การบริหารส่วนตำบลเมืองมาย) bestehend aus dem kompletten Tambon Mueang Mai.
- Wichet Nakhon (Thai: องค์การบริหารส่วนตำบลวิเชตนคร) bestehend aus dem kompletten Tambon Wichet Nakhon.

Die Wat Chaloem Phra Kiat Phrachomklao Rachanusorn Tempel, Wichet Nakhon
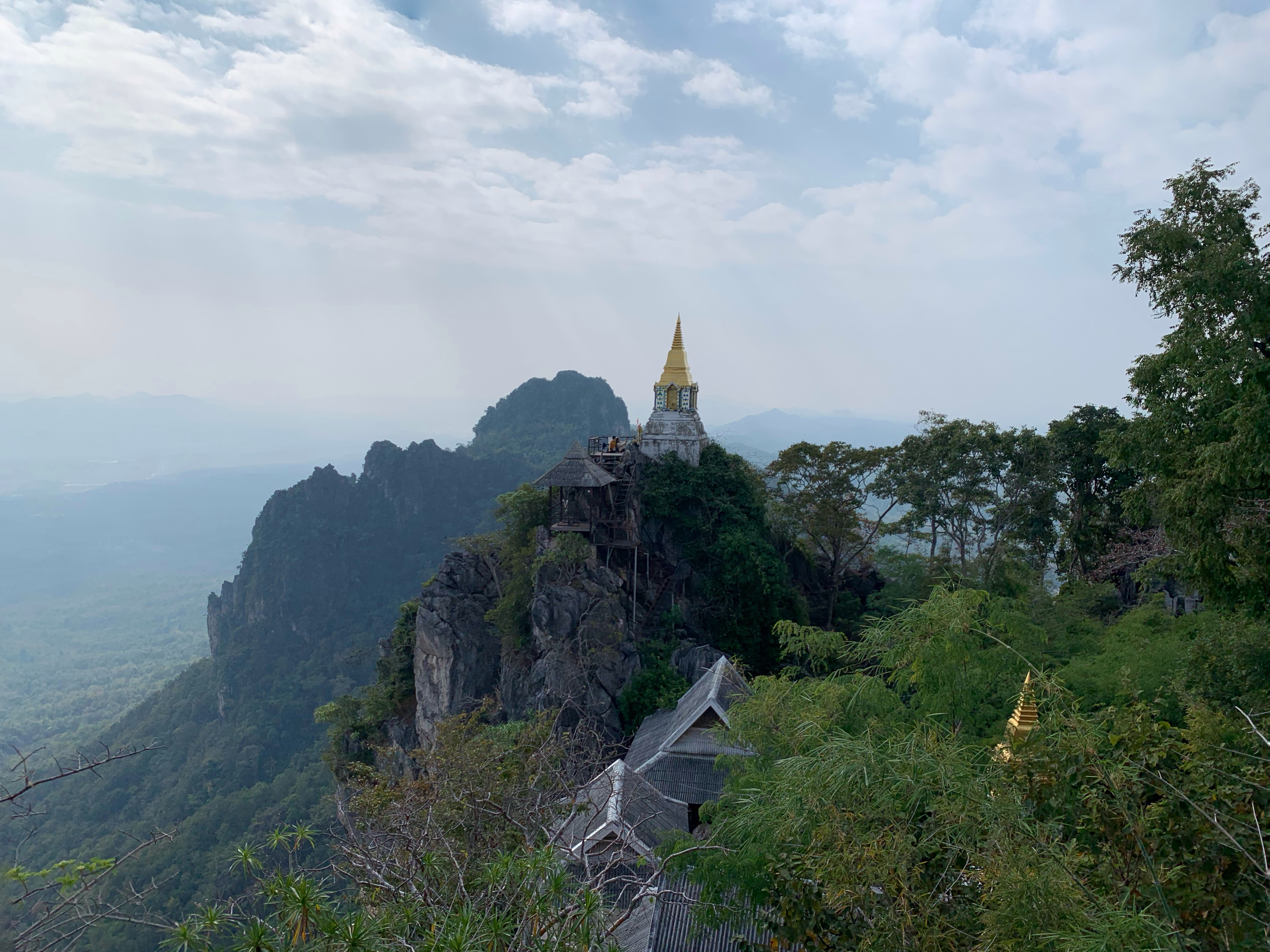
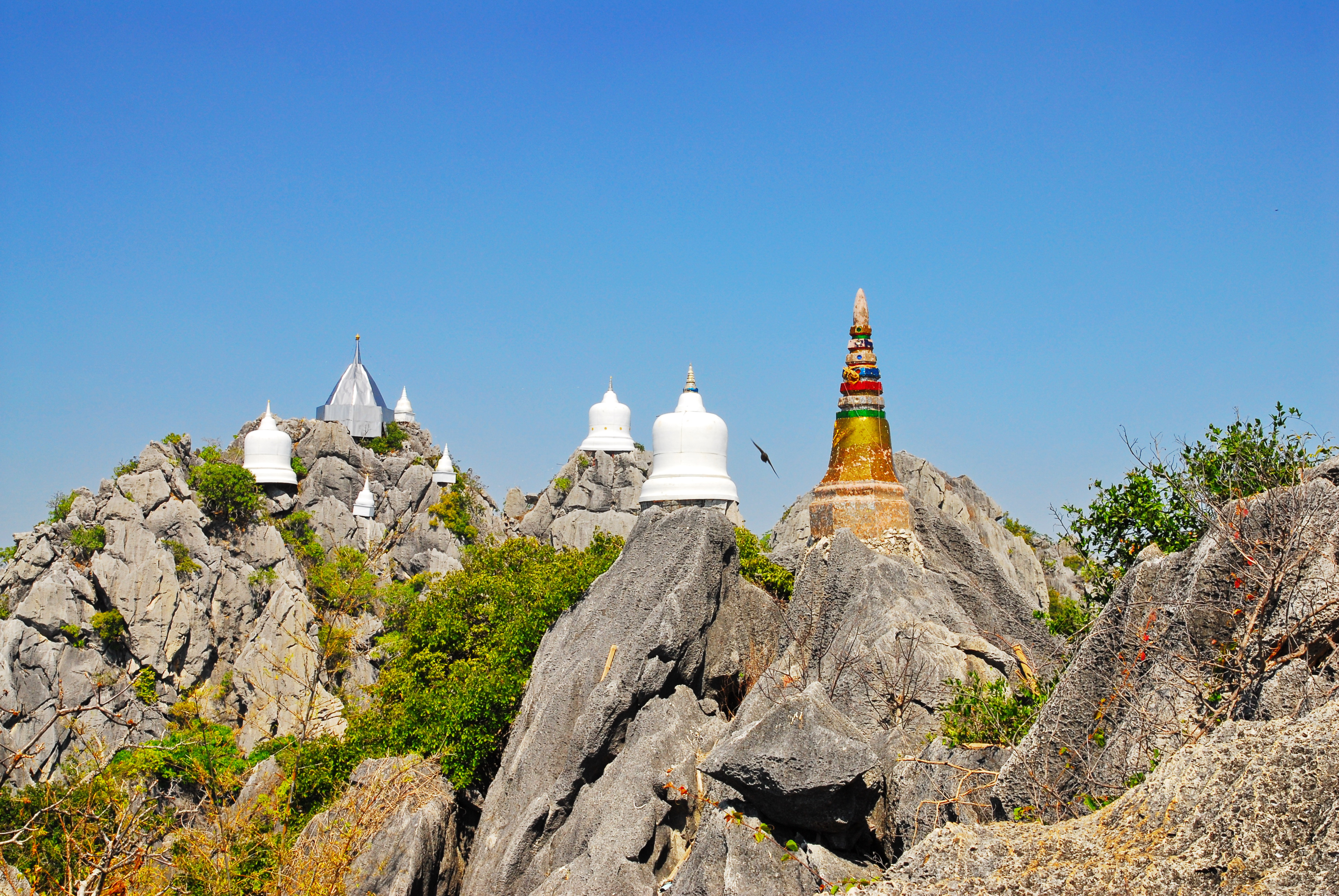
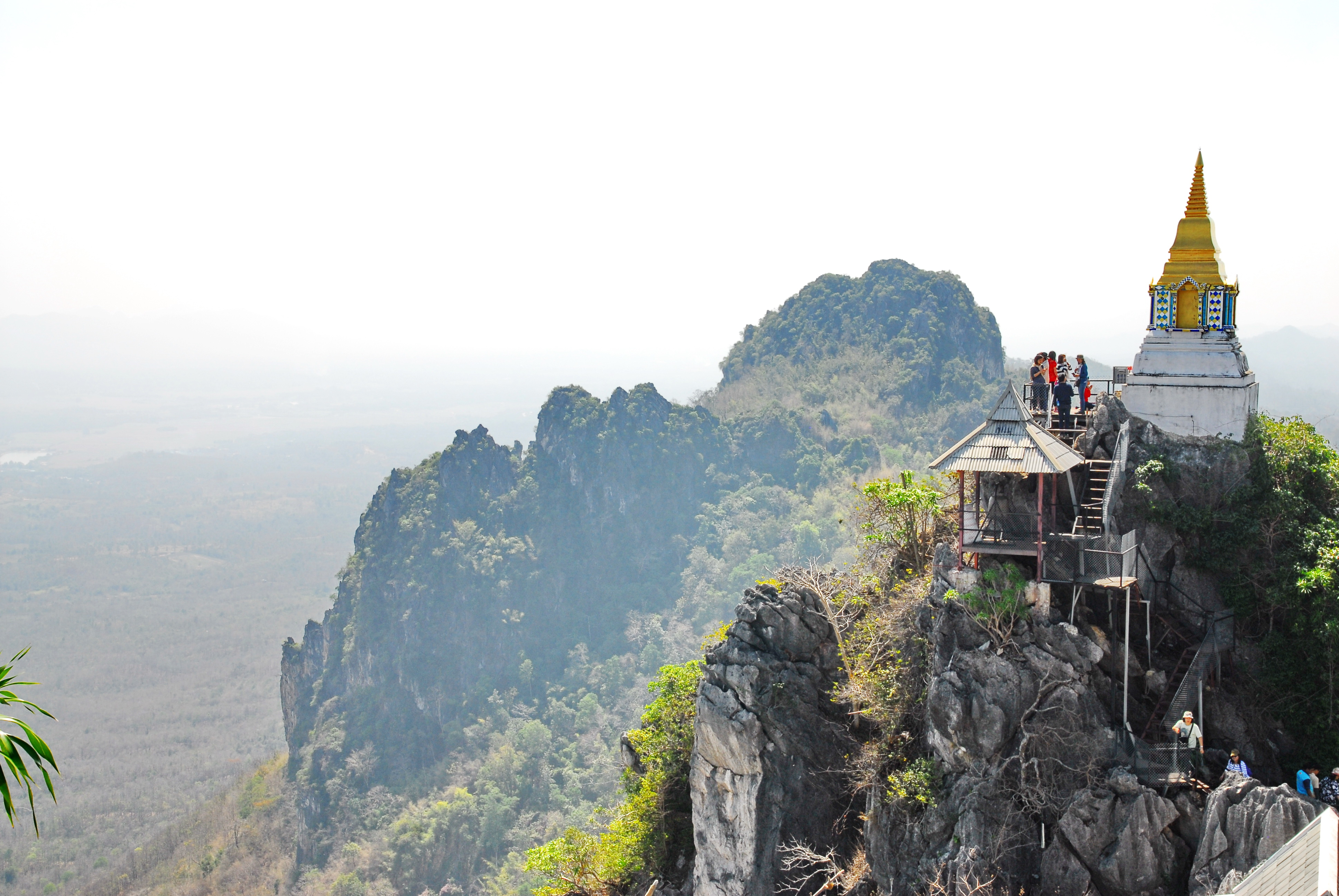
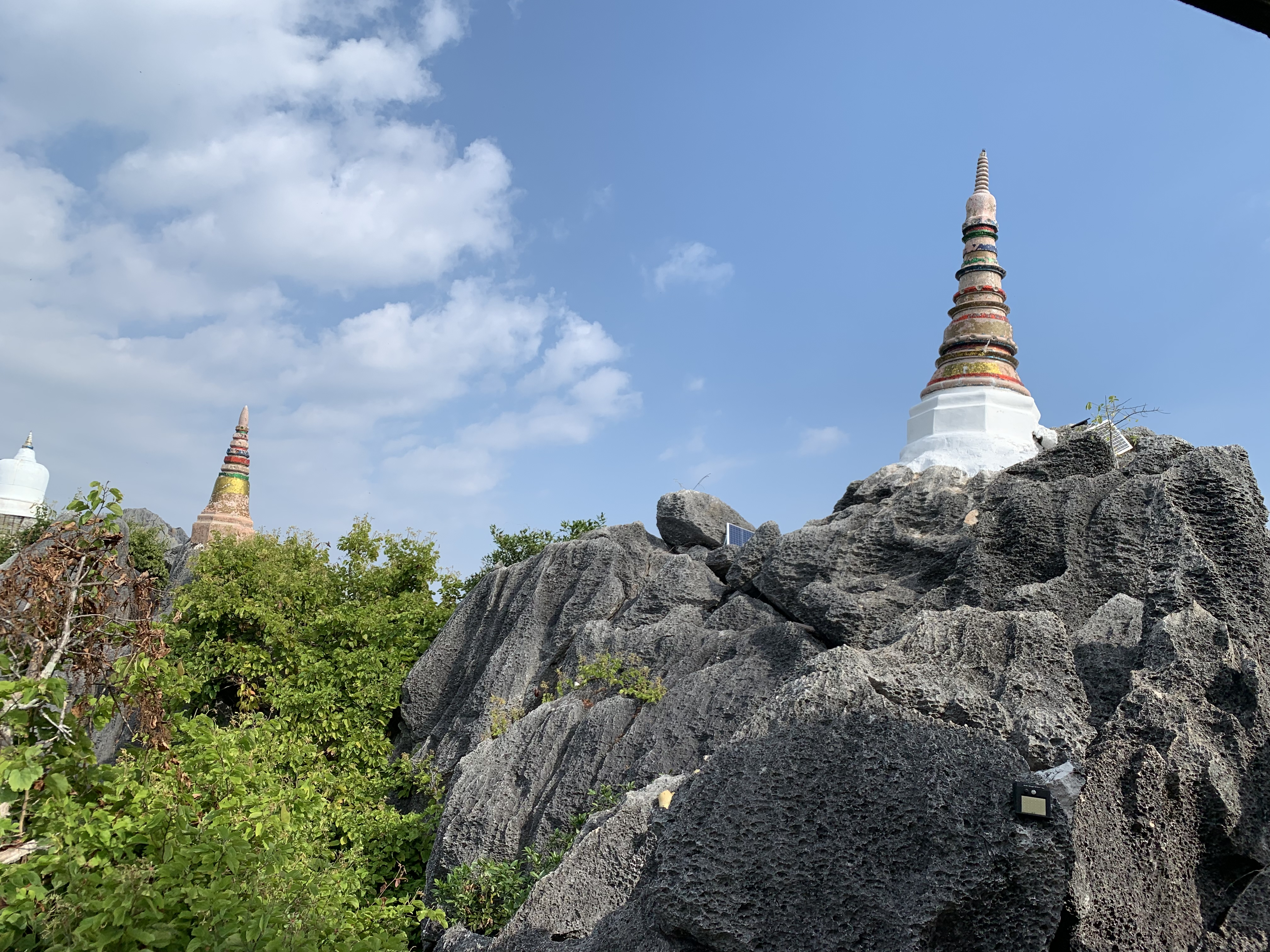